# کشتی ارواح

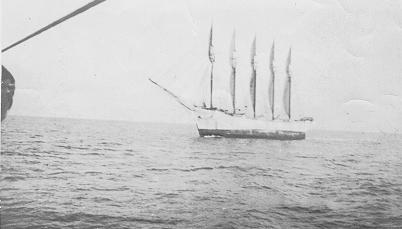
کشتی اسرارآمیز کارول آ دیرینگ که در سال ۱۹۲۱ بدون هیچ خدمه‌ای بر روی عرشه در حوالی کارولینای شمالی پیدا شد. تحقیقات برای یافتن خدمه یا سرنوشت آنها نتیجه‌ای به همراه نداشت

کشتی ارواح یا کشتی اشباح (انگلیسی: Ghost ship) عنوانی است کاملاً مصطلح و شناخته‌شده در دریانوردی که معمولاً به کشتی‌های فاقد خدمهٔ زنده گفته می‌شود. کشتی ارواح ممکن است یک کشتی تسخیرشده توسط اشباح همچون هلندی سرگردان باشد و همچنین ممکن است که یک کشتی متروکه فیزیکی باشد که خدمهٔ آن مرده یا بدون هیچ پیش‌زمینه و اطلاع قبلی ناپدید شده باشند که در این زمینه می‌توان به کشتی ماری سلست اشاره داشت. این اصطلاحی است که در برخی مواقع برای کشتی‌هایی که از رده خارج شده اما هنوز اسقاط نشده‌اند نیز به کار می‌رود. همچنین گاهی قایق‌هایی را که با طناب‌های گسسته به صورت سرگردان در دریای مواج پیدا می‌شوند به این نام می‌نامند.
در برخی از اسناد موجود که بر طبق روایت شاهدان معتبر و قابل استناد می‌باشد، برخی از کشتی‌هایی که در گذشته غرق شده‌اند، بارها مجدداً مشاهده شده‌اند در حالی که طبق گفته شاهدان، در هنگام رویت، در حال بازآفرینی همان صحنهٔ غرق‌شدن خودشان بوده‌اند. در این زمینه می‌توان به چند گزارش مستدل اشاره کرد. از سال ۱۸۷۸ به بعد، چندین گزارش از یک کشتی با ظاهر اچ‌ام‌اس ائورودیکه ارائه‌شد که در حال غرق‌شدن بود، این در حالی بود که کشتی موصوف در سال ۱۸۷۸ در نزدیکی جزیره وایت غرق‌شده بود و شاهدان چنین پدیده‌ای عبارت بودند از خدمه یک زیردریایی نیروی دریایی سلطنتی در دهه ۱۹۳۰ و همچنین شاهزاده ادوارد، ارل وسکس که گزارش رویت وی مربوط به سال ۱۹۹۸ می‌باشد.
در سال ۱۹۰۶ که کشتی اس‌اس والنسیا در سواحل کانادا غرق شد نیز گزارش‌هایی مبنی بر وجود یک قایق نجات مربوط به همان کشتی ارائه شد در حالی که طبق گزارش، چند اسکلت انسان نیز در آن بودند و ملوان‌های کشتی‌های مختلف همچنین اذعان داشته‌اند که کشتی موصوف را در همان حوالی نقطه غرق‌شدن بارها مشاهده کرده‌اند و این در حالی است که، یکی از قایق‌های نجات کشتی اس‌اس والنسیا، در سال ۱۹۳۳ در حالی که سرگردان در دریا بود پیدا شد.

## نگارخانه

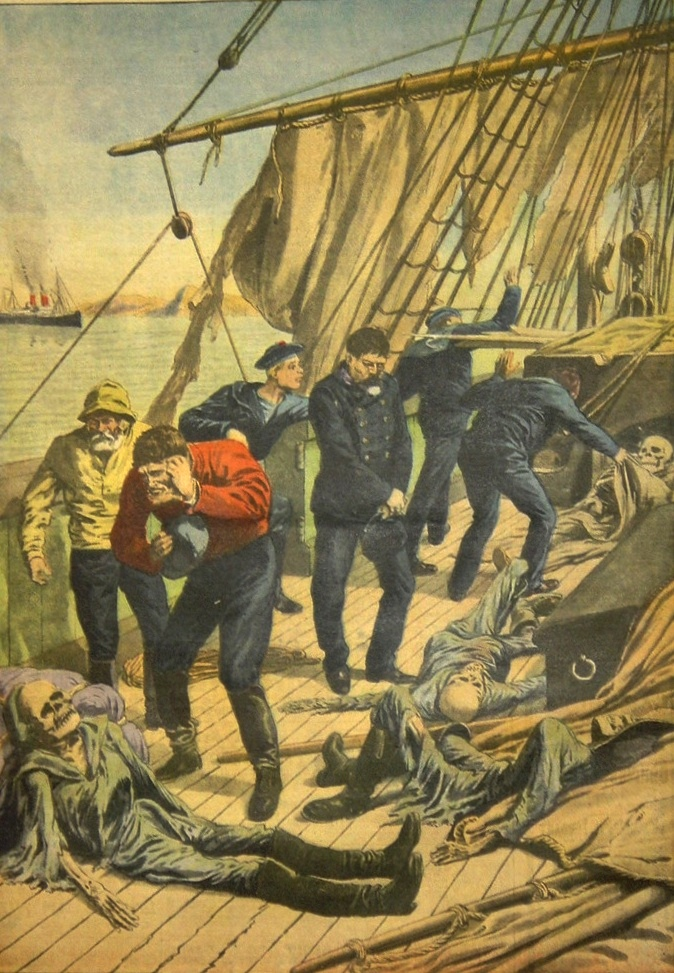
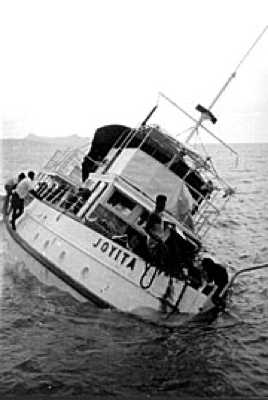